# Bekija
Bekija (arap. baquiya = ostatak, preostatak od nečega) je područje ostalo pod Osmanskim Carstvom nakon razgraničenja sa susjednim državama. U hrvatskim su zemljama postojale tri bekije: Kostajnička, Novska (nastale nakon Karlovačkog mira 1699.) i Imotska (nastala nakon Požarevačkog mira 1718.).
Današnje područje od Ljubuškoga preko Klobuka i Širokoga Brijega prema Imotskom i danas se naziva Imotskom bekijom.